# 新界區專線小巴81線
新界區專線小巴81線，是由新泰專線小巴有限公司營辦的一條專線小巴線，來往香港新界老围及荃灣（兆和街）。
新界區專線小巴81M線是81線的區間車，來往石圍角（石翠樓）及荃灣（兆和街）。
由於老圍村附近有不少遊覽景點，假日亦有不少遊人特意前往參觀。

## 簡介及歷史
81
- 1981年10月16日：運輸署公開招標9組共19條專綫小巴新路線，此線與82編為同一組。
- 1982年5月2日：路線投入服務，以取代九巴32A線（老围至荃灣碼頭）的服務[1]。當開辦時，還開辦地鐵站直通車版本81M，荃灣總站設於現在停車場大樓的對面、近地下鐵路荃灣車廠閘門的西樓角路東行線。由於班次太疏（20分鐘一班），加上鄉村人口不足以支持多樣服務，開辦數月後便不再派車行走。
- 由於老圍村及鄰近鄉村人口不斷下降，因此該线平日及晚間客量偏低，雖然官方資料尾車時間為2345，但小巴公司通常在每日1800後採用「一車兩線」方式行走本線及82號線，先前往老圍村，然後前往城門水塘。不過老圍村附近有不少遊覽景點，假日的客量與平日可謂天淵之別，因此經常由81M、82M抽調車輛自行加密班次。此外，由於在石圍角往荃灣方向設有$2.80的單向分段收費，因此有不少石圍角邨的居民乘搭前往荃灣。
- 2009年5月17日：調整收費，全程車費由$3.9加至$4.1，分段收費由$2.4加至$2.5。
- 2012年9月9日：調整收費，全程車費由$4.1加至$4.5，分段收費由$2.5加至$2.8。

81M
本路線提供石围角邨往來荃灣市中心的專線小巴服務，前身為新界區專線小巴81S線，於1988年7月1日起投入服務，是因應興建城門隧道，引致象鼻山路進行提升工程，導致九龙巴士32B线不能駛入石圍角，專線小巴81線及82線的營辦商為石圍角居民開辦的臨時服務，由於當時為石圍角唯一往來荃灣市中心的公共交通服務，備受居民歡迎。當1989年象鼻山路提升工程完成後，原有81S卻沒有取消，反而提升成正規服務，並改稱81M（即本線）。
由於九巴32B在象鼻山路提升工程完成後，服務質素仍然欠佳，加上本線要對抗紅色公共小巴（象山邨至荃灣（海壩街））的競爭，本線曾一度大量加派車輛行走，高峰期一度超過30部小巴行走本線。後來本線進入穩固期，部份小巴便改派至82M行走，但本線以收費便宜的優勢，取代九巴32B線的地位，客量一直維持高水平。
81M這編號曾經用過，第1代81M於1982年5月2日起投入服務，為81號線的「地鐵站直通車版本」，往來老圍至荃灣地鐵站（西樓角路凱旋戲院舊址），但因班次疏落，加上鄉村人口不能支持多樣服務，開辦數月後便不再服務，現在再重用。

## 服務時間及班次
81
- 每日老围開：05:50-23:45（5-15分鐘一班）
- 每日荃灣（兆和街）開：06:00-23:45（5-15分鐘一班）

81M
- 每日石围角（石翠樓）開：05:45-23:15（12-20分鐘一班）
- 每日荃灣（兆和街）開：06:15-23:15（12-20分鐘一班）

## 行車路線

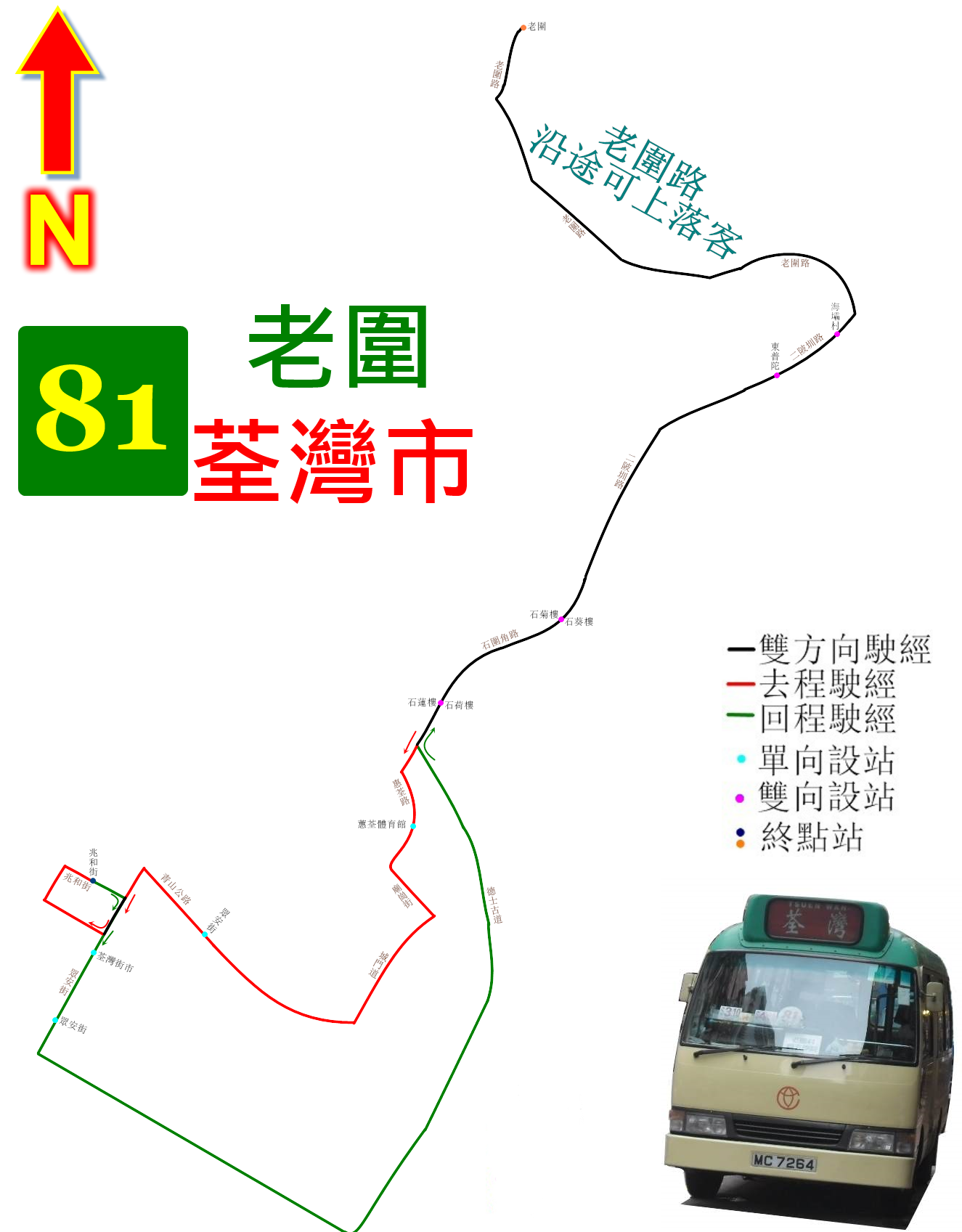
81線的走線圖

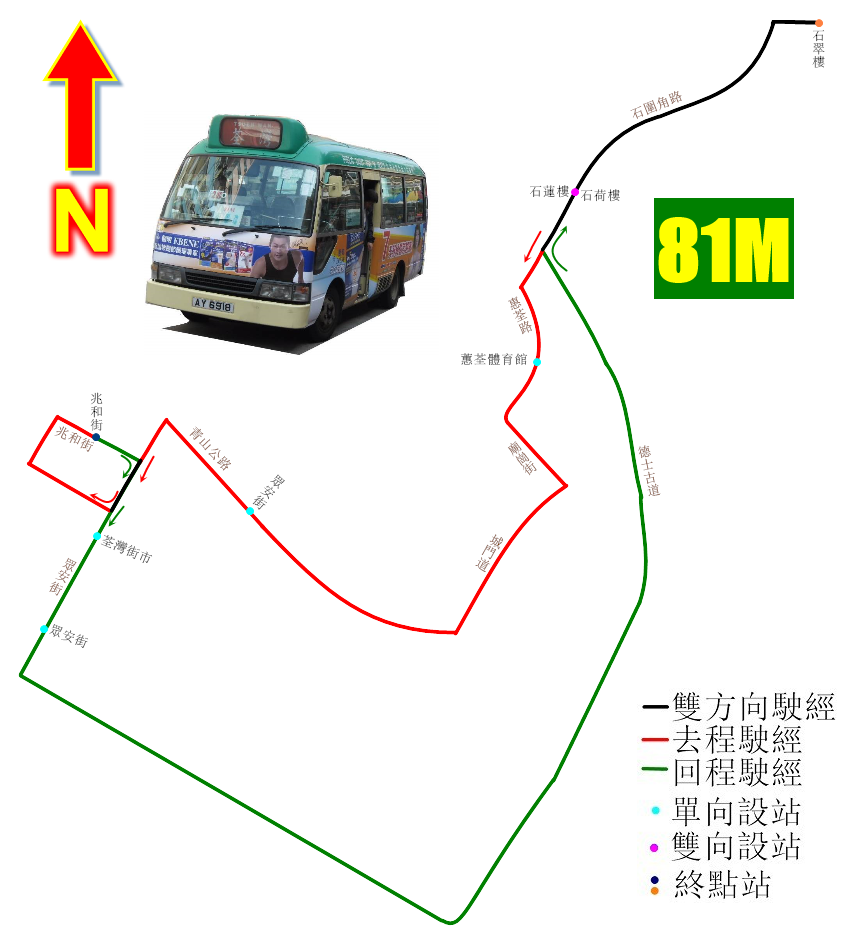
81M線的走線圖

81
往荃灣（兆和街）： 老圍路，二陂圳路，石圍角路，蕙荃路，廟崗街，城門道，青山公路，眾安街，街市街，川龍街及兆和街。
往老围：兆和街，眾安街，沙咀道，德士古道，德士古道北，荃錦交匯處，惠荃路，石圍角路，二陂圳路，老圍路
81M
往荃灣（兆和街）方向：石翠樓通道，石圍角路，蕙荃路，廟崗街，城門道，青山公路，眾安街及兆和街。
往石围角（石翠樓）方向：兆和街，眾安街，沙咀道，德士古道，德士古道北，荃錦交匯處，蕙荃路，石圍角路及石翠樓通道。
註：81M線小巴到達石翠樓通道卸客後會立即調頭，並駛到石圍角路「石圍角邨石葵樓」巴士站等候開往荃灣方向，而不會在該站停留。

## 收費
81
- 全程收費：$5.6
- 分段收費：
  - 石圍角路往荃灣（兆和街）：$3.6
  - 石圍角路往老围：$3.6

81M
- 全程收費：$3.6

（上述兩線所有車輛均接受八達通卡付款；上車及下車均可付款，不設找續。）

## 用車
新界區專線小巴81線和新界區專線小巴81M線均全數採用豐田Coaster小巴行駛。

## 81線可到達的景點
以下位於老圍一帶的遊覽景點，可搭乘本路線前往參觀：
- 東普陀講寺
- 圓玄學院
- 香海慈航
- 西方寺
- 龍母佛堂（龍母廟）
- 三疊潭
- 賽馬會老圍中藥園

## 外部連結
- 681巴士總站 （页面存档备份，存于）